# Andrés Lieban
Andrés Lieban (Buenos Aires, 29 de Dezembro de 1973) é profissional na área de desenho animado atuante no Brasil. Foi diretor da Associação Brasileira de Cinema de Animação (ABCA) e possui diversos trabalhos premiados em festivais nacionais e internacionais. É o criador da série de desenho animado: Meu AmigãoZão, uma co-produção Brasil/Canadá, exibida em toda a América Latina pela Discovery Kids.

## Trabalho e vida
Andrés é casado com Marília Pirillo, escritora e ilustradora, e tem duas filhas. Morou em Porto Alegre até se mudar para a cidade do Rio de Janeiro em 2004. Trabalhou em diversos estúdios de animação participando na produção de comerciais de TV e de curtas. Em 1998 abriu o estúdio Laboratório de Desenhos (atual 2DLab) que em 2000 começou a produzir curtas em Flash para a internet.
Entre seus trabalhos podemos destacar "Sinai" que foi segundo colocado pelo júri popular no Anima Mundi Web de 2000 e finalista do Flash Forward de 2002, "BonJour" que foi terceiro colocado no Anima Mundi Web de 2001, "Soda Sexo" que foi segundo colocado pelo júri popular no Anima Mundi Web de 2002 além de "Genoma 2020".
Também foi autor de "Como Surgiu a Noite?", curta metragem basado numa lenda indígena que foi usado para iniciar a sessões de cinema do filme Tainá 2 - A Aventura Continua.
Em 2009 criou a série de desenho animado Quarto do Jobi que foi exibido em três canais.
Participou e foi premiado em diversos outros festivais como o Brasil Digital, Festival do Minuto, Flash Award e Granimado.
Atualmente, está produzindo a série animada O Hotel Silvestre de Ana Flor no seu estúdio 2DLab para o canal Zoomoo.